# Cheshunt
Cheshunt (/ˈtʃɛzənt/ CHEZ-ənt) es una ciudad dormitorio de Broxbourne, Hertfordshire, Inglaterra. Forma parte del área urbana de Londres, el cinturón de la capital londinense. La ciudad está localizada a 21 km de Charing Cross y 19 km del centro de Londres.

## Historia
El nombre de la ciudad proviene del nombre medieval (grabado en el libro Domesday), Cestrehunt, que probablemente se refiere a un "castillo levantado por los romanos", la palabra cestre (junto con la forma ceastre), o incluso sus formas modernas, chester y caster, al ser derivados del latín castrum significa «fuerte».
Antes de la conquista de los normandos, Cheshunt y su condado eran gobernados por Edith la Hermosa, pero Guillermo I  lo entregó a Alano IV de Bretaña. La iglesia parroquial de St Mary ya aparece citada en una carta de 1146, pero fue enteramente reconstruida entre 1418 y 1448 con tres torres y coronada por una torre octagonal.
La princesa Elizabeth, luego reina Isabel I, vivió en Cheshunt al cuidado del señor Anthony Denny, tras el matrimonio de la reina Catherine Parr, en 1548. Richard Cromwell, Lord Protector de la Commonwealth, murió aquí en 1712. En 1825, Cheshunt era también la sede del Cheshunt Ferrocarril, la primera línea de ferrocarril en Hertfordshire.
Cheshunt es sede de la famosa marca de coches Lotus o de la empresa de supermercados Tesco. También es ciudad residencial donde viven afamados personajes como Cliff Richard, de cantante. 
El 12 de agosto de 1944 un avión B-24 de las Fuerzas Aéreas de EE. UU. chocó con una granja de Maxwells, muy cerca de Cheshunt.

## Demografía
| Gráfica de evolución de Cheshunt entre 1981 y |
|                                               |

Según el censo de Reino Unido de 2001 población de Cheshunt contaba alrededor de 52.000 habitantes.

## Industria

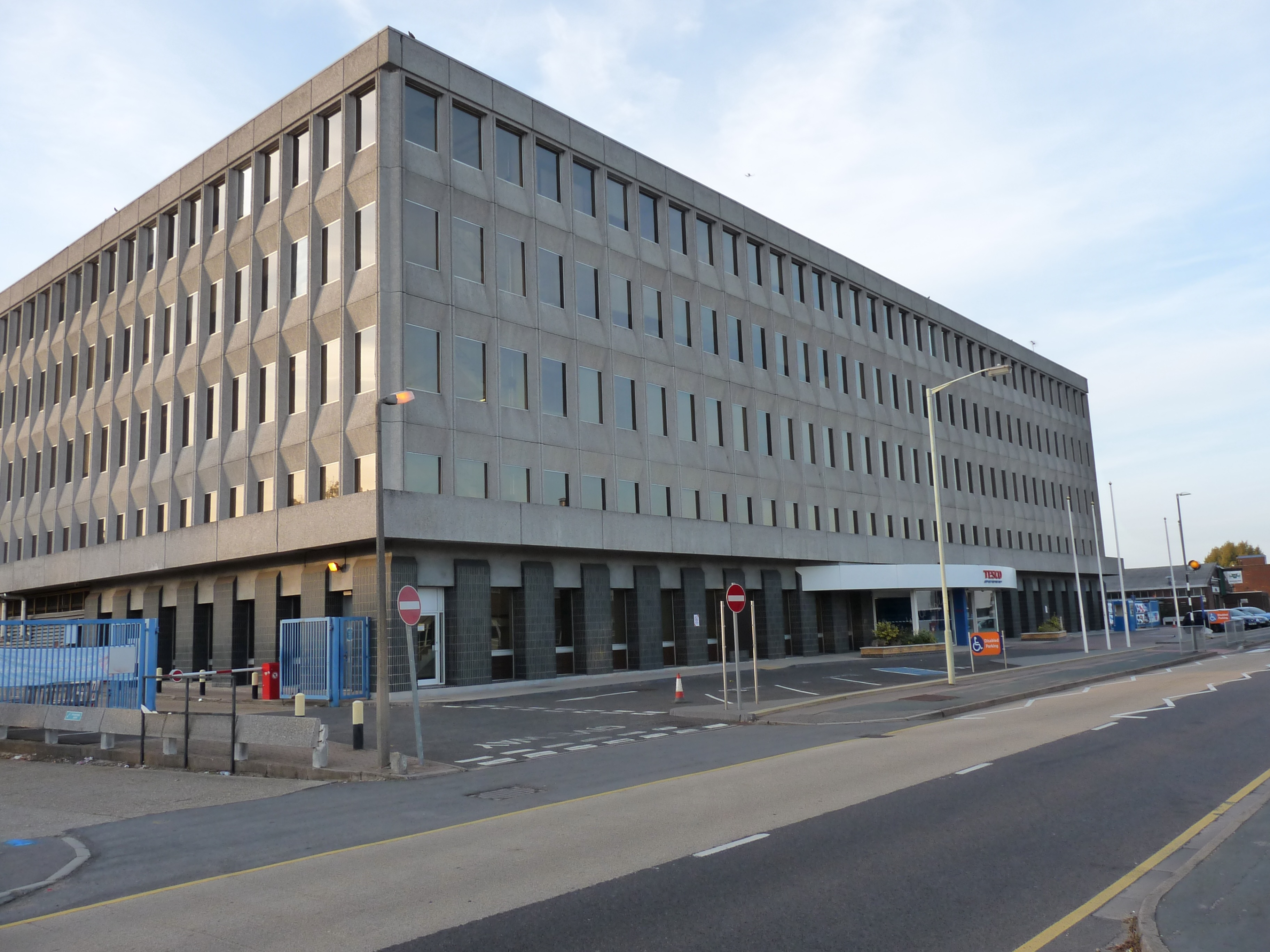
Tesco House, cede central en Cheshunt

Cheshunt  es la sede de la multinacional detallista Tesco, que empezó siendo una tienda pequeña en el centro de ciudad. Tesco, junto a la empresa Mark & Spencer, cuenta con una tienda en el centro comercial conocido como "Brookfield Center". El 8 de enero de 2015, Tesco anunció que su sede se trasladaría a Welwyn Garden City.
En 1959, Colin Chapman instaló su grupo de empresas, incluyendo Lotus Cars y el  equipo Lotus  a la carretera Delamare. En esta época, sus vehículos ganaron dos de sus siete campeonatos de constructor (1963 y 1965).
Hasta la década de 1960, Cheshunt era conocida por su industria de viveros y jardinería, con técnicas novedosas que impulsaron su desarrollo. La ciudad vecina de Goffs todavía tiene un gran número de viveros, así como un centro de jardinería.

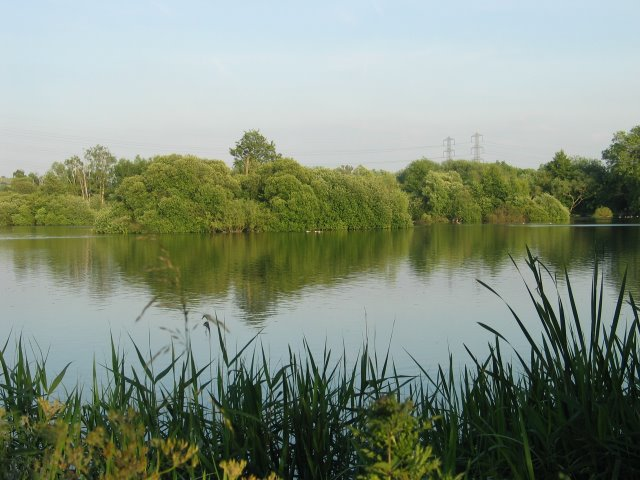
Fosa Conocida al norte, grava inundada workings

Los ríos de la zona, cerca de Cheshunt, fueron utilizados para el transporte de flores y cultivos a los mercados de Londres. Hasta allí llegó el ferrocarril, en el lugar que ahora ocupa la base de Herts Young Mariners. Un albergue para la juventud fue construido en ese mismo lugar.

## Educación
Cheshunt tiene cuatro escuelas secundarias: Cheshunt School; Haileybury Turnford; Goffs School; y St. Mary de Instituto de Inglaterra.
Hubo en Cheshunt un Seminario universitario, pero en 1905 se trasladó a Cambrigde y posteriormente a Trevecca, Brecknockshire. Entre 1909 y 1968 los edificios fueron ocupados por la Universidad de la Iglesia de Inglaterra.

## Transporte

### Carretera
Cheshunt está situado en la carretera U10 (conocida como la Gran Cambridge), que proporciona enlaces a la M25, así como a Enfield, Londres y Cambridge.

### Autobús
Los autobuses operan hasta Waltham Cross (donde hay enlaces para Londres y Essex), Hoddesdon y Broxbourne. Las ciudades de Hertford, Harlow, Potter Barra y Waltham Abbey también enlazan con Cheshunt. Los autobuses están operados por Arriva, Centrebus, Metroline o Sullivan Autobuses.

### Tren
Cheshunt pertenece a la Zona 8 de Londres, con conexiones a las estaciones de Liverpool y Stratford o a la línea de metro con dirección Victoria (Metro de Londres) en Tottenham Hale. Otras estaciones cercanas incluyen Waltham Cross, Theobalds Grove, Enfield, Cuffley. Oakwood y Cockfosters, en la línea con dirección a Piccadilly.

### Ciclo
La ruta Sustrans de bicicleta pasa a través de Cheshunt y conecta con la ruta de Dover a Shetland.

## Personas notables
- Victoria Beckham, cantante y diseñadora de moda.
- David Bentley - jugador de fútbol del Arsenal y del Tottenham Hotspur.
- Michael Abedul, fundador de Bebo.
- Richard Cromwell, muerto en Cheshunt.
- Michael Dobbs, escritor y político.
- John Persiste y Brandon Jacobs, miembros de la banda Neils Children, nacieron y vivieron en Cheshunt.
- Reina Isabel I - Princesa Elizabeth- vivió aquí en su juventud.
- Linda Lusardi - modelo y actriz - residió en Cheshunt.
- Ryan Mason - jugador de fútbol, coordinó la escuela de fútbol de Cheshunt.
- Ralph Credo Meredith - capellán de George VI e Isabel II
- Billy Joe Saunders, boxeador.
- Laura Trott, medalla de oro olímpica en ciclismo.
- Cardinal Wolsey - fue enterrado en Cheshunt por Enrique VIII de Inglaterra en el parque del camino de Goffs. 51°42′26″N 0°03′16″O / 51.7071, -0.0544 51°42′26″N 0°03′16″O / 51.7071, -0.0544 / 51°42′26″N 0°03′16″O / 51.7071, -0.0544 Contiene ruinas que merecen una visita.51°42′26″N 0°03′16″O / 51.7071, -0.0544[20] Centro comunitario con su nombre.[21] El 11 de octubre de 1964 en esa sala tocaron The Who.[22]

## Hermanamientos
- Stains, Francia, al norte de París.